# Michał Aftyka
Michał Aftyka (ur. 25 października 1996) – polski kontrabasista i kompozytor jazzowy. Pochodzi z miejscowości Bełcząc koło Radzynia Podlaskiego. Jego zespół czyli Michał Aftyka Quintet zdobył nagrodę Fryderyk 2024 w kategorii Jazzowy Debiut Roku oraz zwyciężył w Konkursie Muzyki Improwizowanej Współbrzmienia.

## Kariera
Michał Aftyka jest studentem Akademii Muzycznej im. Karola Szymanowskiego w Katowicach i stypendystą Ministerstwa Kultury i Dziedzictwa Narodowego.
Współtworzy kilka zespołów, takich jak Theos & Vincents, JAH Trio, Ola Błachno Quartet oraz Aga Gruczek Trio, a przede wszystkim ma własny kwintet, z którym wydał debiutancką płytę zatytułowaną Frukstrat i dzięki tej działalności został doceniony w środowisku  muzycznym, zdobywając pierwszego Fryderyka. Płyta ta zawiera kompozycje autorstwa Michała Aftyki, które obejmują zarówno doświadczenia osobiste, jak i generacyjne doświadczenia wspólnotowe.

## Dyskografia

### Michał Aftyka Quintet
- 2023: Frukstrakt

### Inne
- 2021: JAH Trio: Travelers
- 2019: Michał Przerwa-Tetmajer: Zasady gry